# Einelementige Menge
Als einelementige Menge, Elementarmenge, Einermenge oder (englisch) Singleton werden in der Mathematik diejenigen Mengen bezeichnet, die genau ein Element enthalten. Eine Menge ist also einelementig, genau dann, wenn sie die Mächtigkeit eins hat. Beispielsweise ist {\displaystyle \{1\}} eine einelementige Menge, aber auch {\displaystyle \{\{1,2,3\}\}}, denn hier ist das einzige Element die Menge {\displaystyle \{1,2,3\}} (welche wiederum nicht einelementig ist).
Die Existenz von einelementigen Mengen folgt in der Zermelo-Fraenkel-Mengenlehre aus dem Paarmengenaxiom, welches besagt, dass für Mengen {\displaystyle x} und {\displaystyle y} auch {\displaystyle \{x,y\}} Menge ist. Wählt man {\displaystyle x=y}, so ist {\displaystyle \{x,y\}=\{x,x\}=\{x\}}. Die Existenz der einelementigen Menge, die die leere Menge enthält, folgt hierbei unter Benutzung des Leermengenaxioms. 
In von Neumanns Modell der natürlichen Zahlen enthält jede natürliche Zahl {\displaystyle n} genau {\displaystyle n} Elemente, die einzige einelementige Zahl ist also {\displaystyle 1:=\{\emptyset \}}.
Ist {\displaystyle X} eine beliebige Menge und ist {\displaystyle A=\{a\}} eine einelementige Menge, so gibt es genau eine Funktion von {\displaystyle X} nach {\displaystyle A}, nämlich {\displaystyle f\colon X\to A,x\mapsto a}. Damit ist die Menge aller Funktionen von {\displaystyle X} nach {\displaystyle A}, {\displaystyle A^{X}}, ebenfalls eine einelementige Menge.
In der Kategorie der Mengen sind Einermengen terminale Objekte und zueinander isomorph. Die letzte Aussage im vorausgehenden Absatz kann dort also als die einfache Gleichung {\displaystyle 1^{X}\simeq 1} formuliert werden.

## Äquivalenzen
{\displaystyle x} ist Element von {\displaystyle \{a\}} genau dann, wenn {\displaystyle x=a}.
{\displaystyle x\in \{a\}\Longleftrightarrow x=a}
{\displaystyle \{a\}} und {\displaystyle \{b\}} haben leeren Schnitt genau dann, wenn {\displaystyle a} ungleich {\displaystyle b} genau dann, wenn {\displaystyle \{a\}} ungleich {\displaystyle \{b\}}.
{\displaystyle \{a\}\cap \{b\}=\emptyset \Longleftrightarrow a\neq b\Longleftrightarrow \{a\}\neq \{b\}}
{\displaystyle \{a\}=\{b\}} genau dann, wenn {\displaystyle a=b}.
{\displaystyle \{a\}=\{b\}\Longleftrightarrow a=b}